# Biała Woda (województwo dolnośląskie)
Biała Woda (niem. Weißwasser) – zanikła, opuszczona wieś, w Polsce w województwie dolnośląskim, w powiecie kłodzkim, w gminie Bystrzyca Kłodzka.

## Położenie
Biała Woda położona była w południowo-zachodniej Polsce, w południowo-wschodniej części pasma Krowiarek, na terenie Śnieżnickiego Parku Krajobrazowego, w górnym biegu górskiego potoku Biała Woda, około 7,2 km na południowy zachód, od centrum miejscowości Stronie Śląskie, w granicach administracyjnych wsi Marianówka. Teren wsi pomiędzy Suchoniem a Przełęczą Puchaczówka, na wysokości około 700–840 m n.p.m.

## Podział administracyjny
W latach 1975–1998 miejscowość administracyjnie należała do województwa wałbrzyskiego.

## Historia
Wieś do 1945 roku nosiła nazwę Weißwasser. Początki wsi nie są dokładnie poznane. Prawdopodobnie po wykarczowaniu lasu na stoku Czarnej Góry i okolicznych wzniesieniach, przy ówczesnym szlaku handlowym, prowadzącym z Bystrzycy Kłodzkiej do Moraw powstała osada, która położona była na obszarze obecnej wsi. Powyżej miejscowości po wschodniej stronie w okolicy Przełęczy Puchaczówka w średniowieczu znajdował się posterunek pogonny, konnej straży granicznej. W roku 1840 we wsi mieszkało 100 osób w 18 gospodarstwach, funkcjonował młyn wodny i gorzelnia. W XIX i XX wieku wieś funkcjonowała jako letnisko. Mimo znacznej wysokości, dzięki specyficznemu mikroklimatowi udawały się tutaj uprawy sadownicze. Po 1945 roku wieś opuszczona przez Niemców została zasiedlona przez mieszkańców wschodnich terenów przedwojennej Polski, włączonych do Związku Radzieckiego.

Polityka osiedleńcza doprowadziła do bardzo niekorzystnych zmian, nowi mieszkańcy nie posiadali umiejętności gospodarowania w trudnych warunkach górskich, oraz nie potrafili kontynuować letniskowych tradycji wsi. Stało się to przyczyną postępującego upadku rolnictwa we wsi. Ze względu na trudne warunki górskie i klimatyczne po 1947 roku rozpoczął się proces wyludniania. Do 1947 roku na wschodnim skraju wsi czynne było schronisko "Domek Czarnogórski", po którym zachowały się szczątkowe fragmenty. Przy schronisku znajdował się ogród skalny z roślinnością skalną podobny do Ogrodu Bajek w Międzygórzu. 

## Charakterystyka
Była to średniej wielkości, górska wioska łańcuchowa, położona w śródgórskiej kotlinie, wciętej od strony zachodniej między Masyw Śnieżnika a pasmo Krowiarek o luźnym układzie zabudowań, dostosowanym do ukształtowania terenu, wykorzystujący pod zabudowę terasy. Wieś rozciągnięta była na długości około 2 km. Zabudowania wsi rozlokowane były nad rzeką Biała Woda w górnym jej biegu, u zachodniego podnóża Masywu Śnieżnika. Zabudowa wsi składała się z pojedynczych budynków gospodarczych i mieszkalnych rozlokowanych na wysokości od 760 do 820 m n.p.m. Była to wieś, o charakterze typowo rolniczym. Wokół wsi rozciągają się rozległe użytki rolne i górskie łąki, leżące głównie na zboczach Czarnej Góry. W bliskim otoczeniu wsi występowały, niewielkie pasy zieleni z drzew liściastych w formie przydomowych nasadzeń, oraz wzdłuż potoku i miedz. W większej odległości wieś otaczały od zachodu, północy i południa górskie lasy mieszane regla dolnego z przewagą świerka oraz buka. Od wschodu zabudowania podchodziły prawie pod Przełęcz Puchaczówka. Były to w przeważającej większości zabudowania mieszkalne i mieszkalno-gospodarcze o cechach charakterystycznych dla budownictwa ludowego ziemi kłodzkiej z połowy XIX wieku, oraz kilka zabudowań przypominających styl tyrolski.

Obecnie teren wsi jest w całości wyludniony, a po zabudowaniach zostały tylko fragmenty obejść gospodarczych porośnięte samosiewem. Jedynym ocalałym budynkiem jest murowana kaplica św. Anny z pierwszej połowy XIX wieku, posiadająca drewniany przedsionek. Przed kaplicą stoi kamienny krzyż z tablicą upamiętniającą remont budowli.

## Kaplica św. Anny w Białej Wodzie

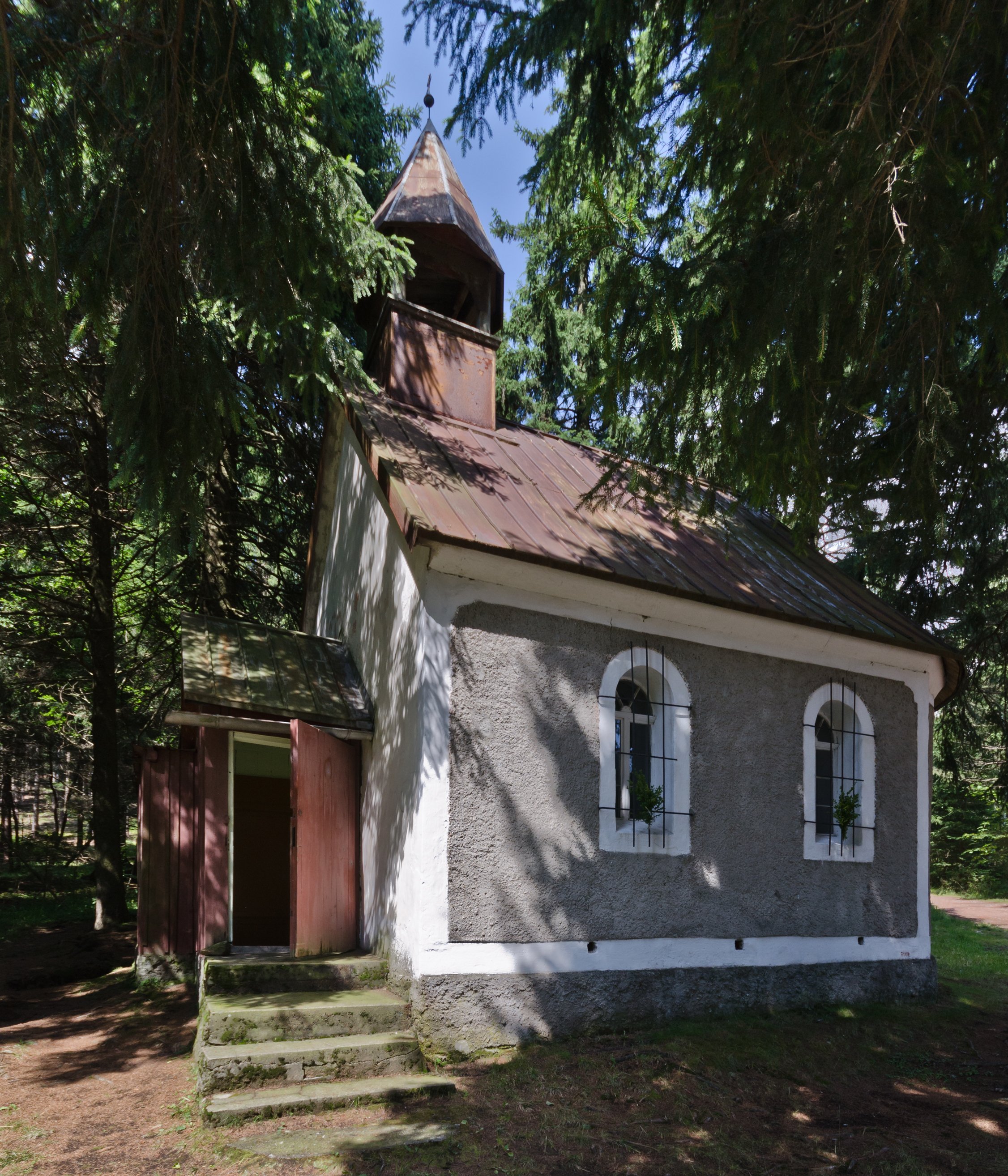
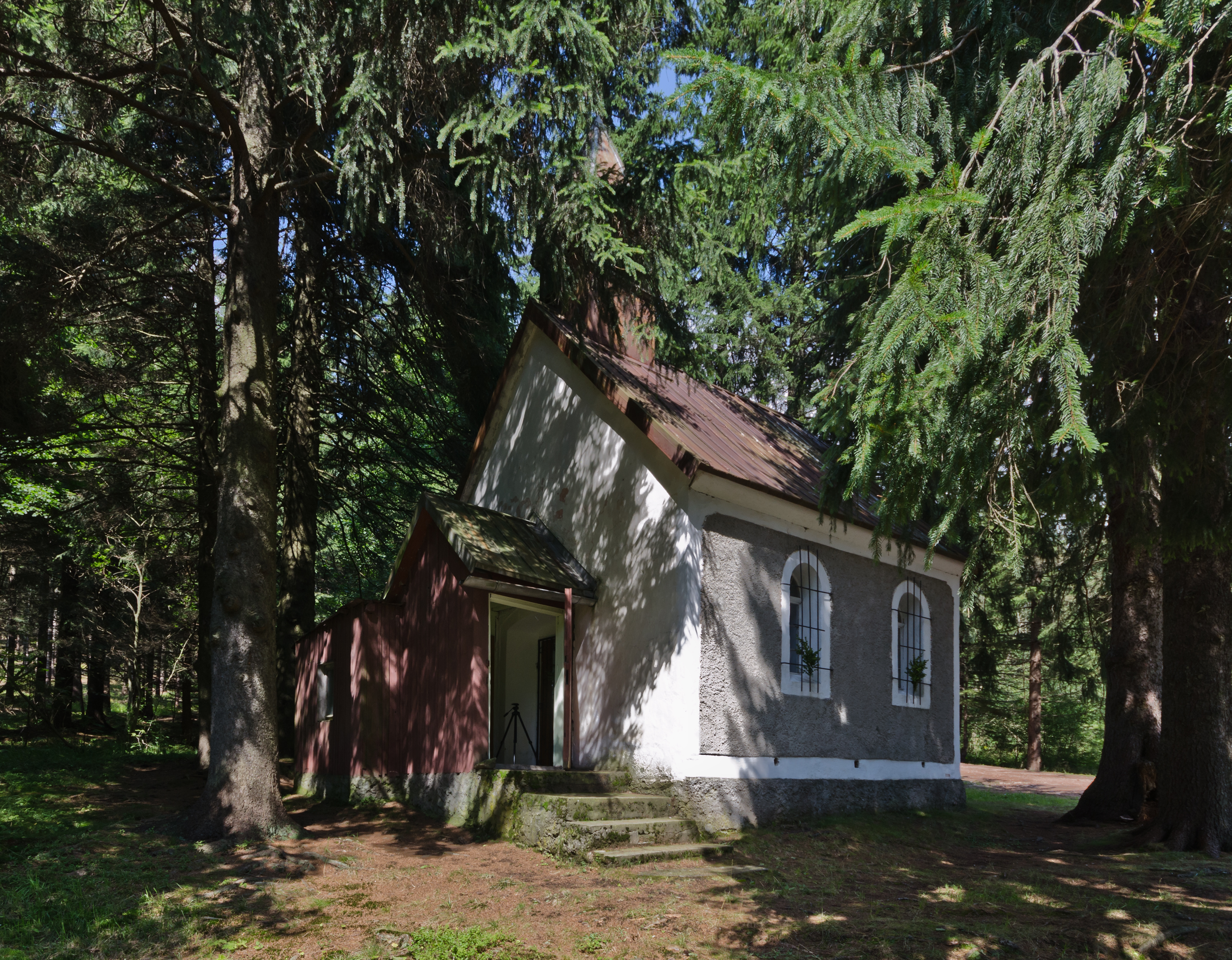
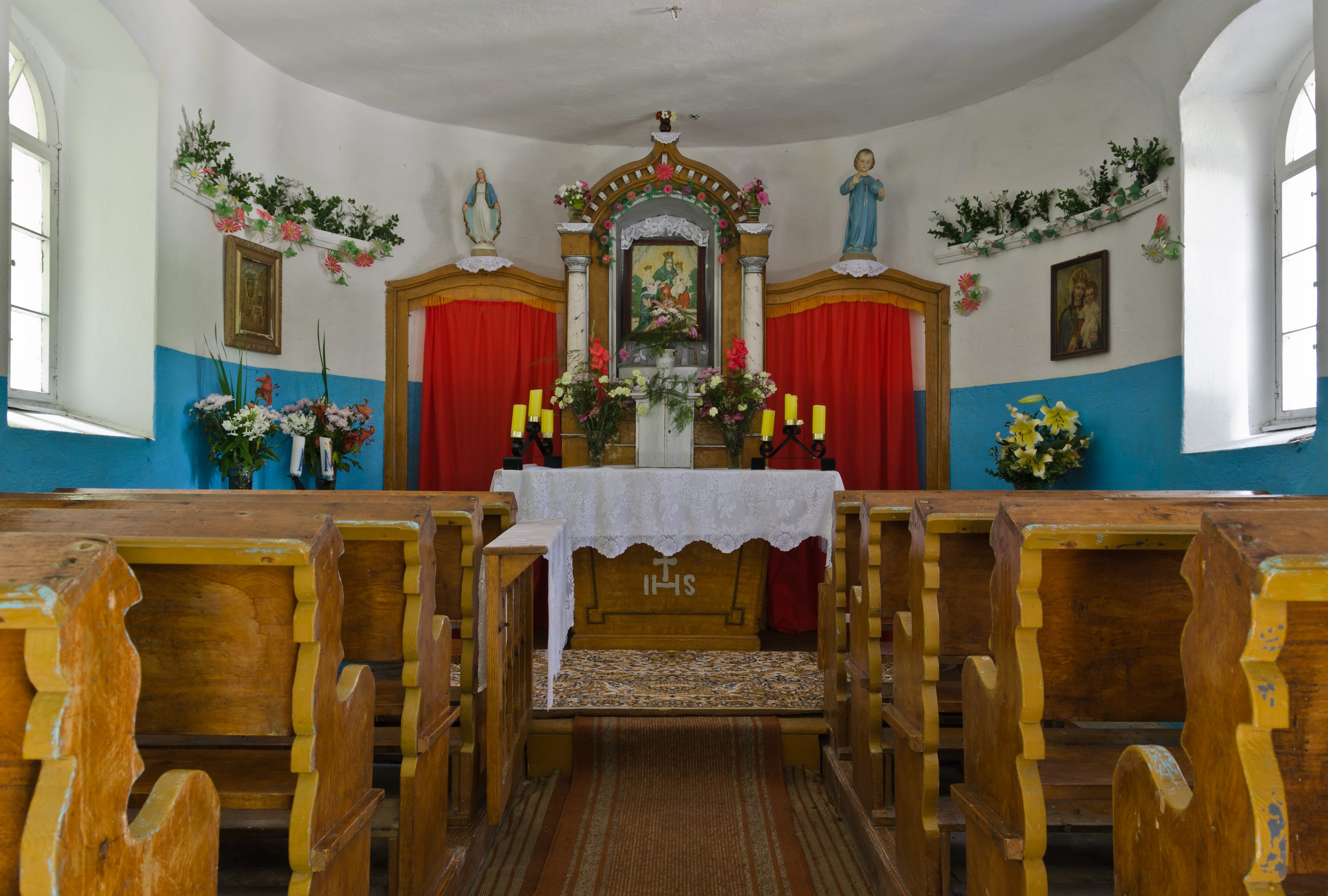
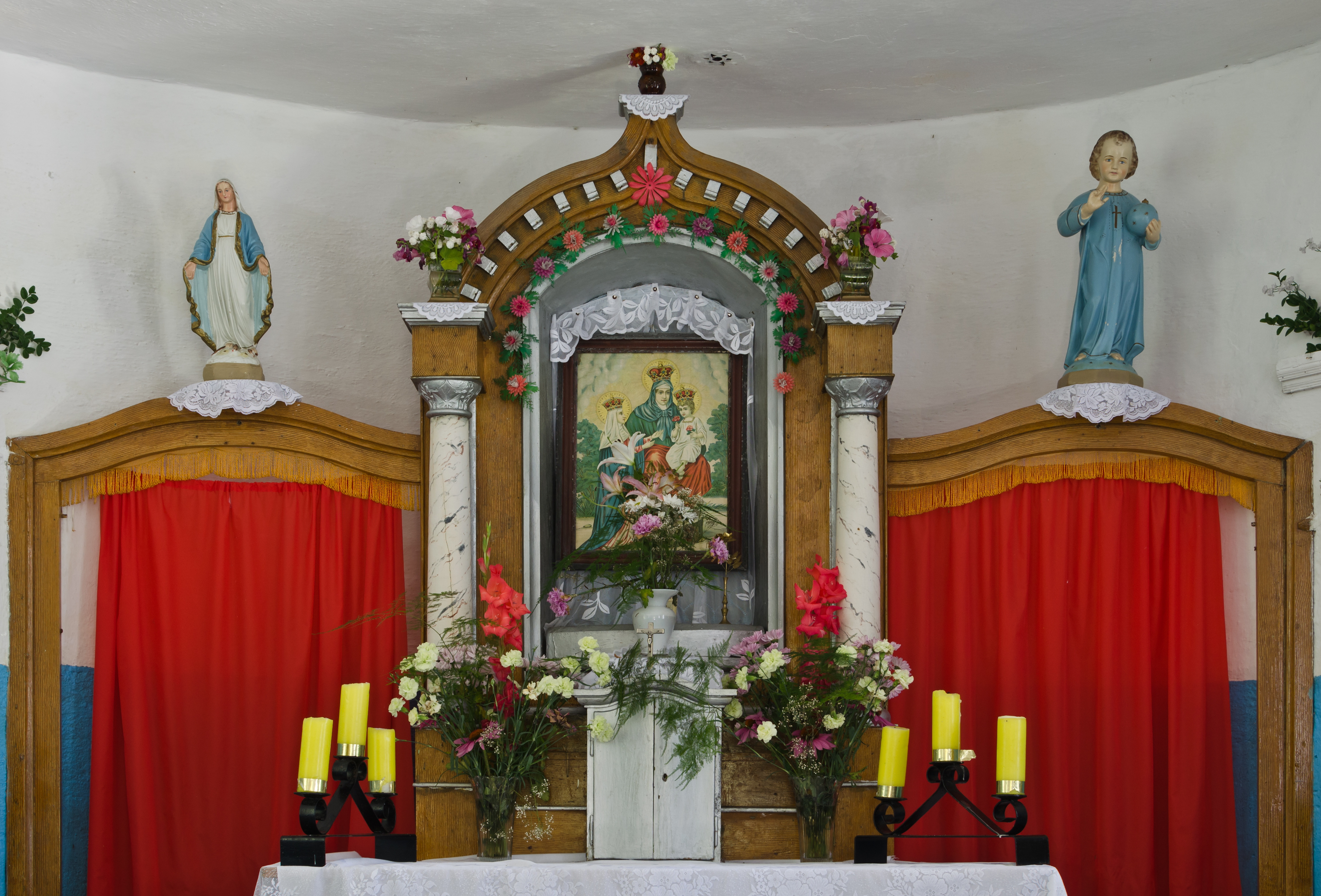